# Torre (Familienname)
Torre ist ein Familienname.

## Herkunft und Bedeutung
Torre ist, vergleichbar mit Torres, ein ursprünglich ortsbezogener spanischer und italienischer Familienname, den eine Person erhielt, die in oder nahe einem Turm lebte (= spanisch und italienisch torre, abgeleitet von lat. turris).

## Namensträger

### A
- Alberto Della Torre (* 1945), italienischer Radsportler
- Alfonso de la Torre, spanischer Schriftsteller des 15. Jahrhunderts
- Ana Laura de la Torre (* ~1965), mexikanische Badmintonspielerin
- Antonio de la Torre Echeandía (1961–2004), peruanischer Journalist
- Antonio de la Torre Martín (* 1968), spanischer Schauspieler
- Antonio de la Torre y Miranda (1734–1805), spanischer Offizier
- Antonio de la Torre Villalpando (1951–2021), mexikanischer Fußballspieler

### B
- Bartolomeo della Torre († 1658), Architekt und Baumeister
- Bernardo de la Torre († 1545?), spanischer Kapitän

### C
- Carlo Torre (Politiker) (1812–1889), italienischer Politiker
- Carlo Torre (Mediziner) (1946–2015), italienischer Mediziner, Kriminologe und Hochschullehrer
- Carlos Torre Repetto (1904–1978), mexikanischer Schachspieler
- Carlos María de la Torre (1873–1968), peruanischer Erzbischof
- Carlos María de la Torre y Nava Cerrada, (* 1809) philippinischer Gouverneur
- Carlos de la Torre y Huerta (1858–1950), kubanischer Biologe
- Carlo della Torre 17. Jahrhundert, Architekt und Baumeister

### D
- David Israel de la Torre Altamirano (* 1972), ecuadorianischer Geistlicher, Weihbischof in Quito
- Domenico Fracassi di Torre Rossano (1859–1945), italienischer Diplomat und Politiker, Abgeordneter und Senator
- Domenico della Torre († nach 1679), Baumeister und Architekt

### E
- Eduardo de la Torre (* 1962), mexikanischer Fußballspieler
- Ernesto de la Torre (* ~1960), mexikanischer Badmintonspieler
- Erwin Torre, Pseudonym von Rudolf von Sebottendorf (1875–1945), deutscher Abenteurer, Okkultist und Verleger
- Eugenio Torre (* 1951), philippinischer Schachspieler

### F
- Fernando de la Torre (* 1961), mexikanischer Badmintonspieler
- Francesco della Torre (1627–1687), italienisch-österreichisch-böhmischer Steinmetz und Bildhauer
- Francisco de Borbón y de la Torre (1882–1952), spanischer Adliger und Offizier
- Francisco de la Torre (Musiker) (wirksam 1483–1504), spanischer Komponist der Renaissance
- Francisco de la Torre (Dichter) (um 1534 – um 1594), spanischer Dichter der Renaissance
- Francisco de la Torre y Sevil (1625–1681), spanischer Dichter und Dramatiker
- Francisco de la Torre (Fechter) (* 1952), kubanischer Fechter
- Frank Torre († 2014), US-amerikanischer Baseballspieler

### G
- Gabriel García de la Torre (* 1979), spanischer Fußballspieler, siehe Gabri (Fußballspieler, 1979)
- Gabriel Quadri de la Torre (* 1954), mexikanischer Politiker (PANAL)
- Giacomo Dalla Torre del Tempio di Sanguinetto (1944–2020), italienischer Großmeister des Malteserordens
- Giovanni Pietro della Torre (1660–1711), italienischer Steinmetz und Bildhauer
- Giuseppe Dalla Torre del Tempio di Sanguinetto (Journalist) (1885–1967), italienischer Journalist
- Giuseppe Dalla Torre del Tempio di Sanguinetto (Rechtswissenschaftler) (1943–2020), italienischer Rechtswissenschaftler
- Guido della Torre († 1312), italienischer Herrscher
- Giulio del Torre (Maler) (1856–1932), italienischer Maler
- Giulio Del Torre (Schauspieler) (1894–1968), italienischer Schauspieler und Filmregisseur
- Giulio della Torre (≈1480 – nach 1531), italienischer Rechtsgelehrter und Medailleur

### H
- Hugo de la Torre († 2014), argentinischer Sänger

### I
- Iñaki Montes de la Torre (* 2002), spanischer Tennisspieler

### J
- Javier de la Torre (1923–2006), mexikanischer Fußballspieler und -trainer
- Jenny De la Torre Castro (1954–2025), peruanisch-deutsche Ärztin
- Joe Torre (* 1940), US-amerikanischer Baseballspieler

- José de la Torre (Sportschütze) (José Guadalupe de la Torre González; 1913–??), mexikanischer Sportschütze
- José de la Torre (Schauspieler) (1987–2024), spanischer Schauspieler
- José de la Torre Ugarte (1786–1831), peruanischer Jurist und Lyriker
- José Luis de la Torre (* 1925), mexikanischer Fußballspieler
- José Manuel de la Torre (* 1965), mexikanischer Fußballtrainer
- José Manuel García de la Torre (1925–2010), spanischer Romanist und Hispanist
- José María de la Torre Martín (1952–2020), mexikanischer Geistlicher, Bischof von Aguascalientes
- Josefina de la Torre (1907–2002), spanische Romanautorin und Schauspielerin

### L
- Leon van der Torre (* 1968), niederländischer Informatiker und Hochschullehrer
- Lisandro de la Torre (1868–1939), argentinischer Politiker
- Luca de la Torre (* 1998), US-amerikanischer Fußballspieler

### M
- Manuel de la Torre (* 1980), mexikanischer Fußballspieler
- Manuel Torre (1878–1933), spanischer Flamencosänger
- Marc Antonio della Torre (1481–1511), italienischer Anatom, mit dem Leonardo da Vinci zusammenarbeitete
- Matilde de la Torre (1884–1946),  spanische Journalistin, Schriftstellerin, Erzieherin und sozialistische Politikerin
- Miguel de la Torre (1786–1843), spanischer Feldmarschall und Gouverneur

### N
- Néstor de la Torre Menchaca (* 1963), mexikanischer Fußballspieler
- Néstor Martín-Fernández de la Torre (kurz Néstor; 1887–1938), spanischer Maler
- Niels Torre (* 1999), italienischer Ruderer

### O
- Orlando de la Torre (1943–2022), peruanischer Fußballspieler

### P
- Pablo Torre (* 2003), spanischer Fußballspieler
- Paolo Dalla Torre del Tempio di Sanguinetto (1910–1993), italienischer Kunsthistoriker und Politiker
- Paolo Filo della Torre (1933–2014), italienischer Journalist (der Name ist Filo)
- Pedro Muñoz de la Torre (* 1966), mexikanischer Fußballspieler

### R
- Raimondo della Torre († 1299), italienischer Geistlicher, Bischof von Como
- Raúl de la Torre (1938–2010), argentinischer Regisseur, Drehbuchautor und Filmproduzent
- Reinher della Torre († 1209), italienischer Geistlicher, Bischof von Chur
- Roberto González de Mendoza y de la Torre (1905–1996), kubanischer Botschafter
- Rocío de la Torre-Sánchez (* 1990), spanische Tennisspielerin
- Rodolfo Torre Cantú (1964–2010), mexikanischer Politiker

### S
- Sofi de la Torre (* 1991), spanische Sängerin

### V
- Víctor Raúl Haya de la Torre (1895–1979), peruanischer Politiker
- Víctor Ruiz Torre (* 1989), spanischer Fußballspieler